# ОШ „Мирослав Антић” Чонопља
ОШ „Мирослав Антић” једна је од основних школа у сомборском насељу Чонопља. Основана је 1761. године, а од 1993. носи име по Мирославу Антићу, српском песнику и уреднику.

## Историјат
Основна школа „Мирослав Антић” је основана 1761. године, а до 1784. није имала квалификоване учитеље. До 1845. на овом простору није било обавезно похађање школе, када постаје обавезно за децу од осам до дванаест године и школа се дели на ниже и више разреде, односно на нижу и вишу основну школу. Прва школска зграда је подигнута 1830. године од набоја, покривена трском, а 1850. године Буњевачка школа броји 408, а Немачка 360 ђака. Године 1894. је подигнута нова школска зграда названа „Буњевачка школа”. Српска школа је подигнута 1903. После Другог светског рата констатовано је да је целокупна архивска грађа везана за школу нестала. Колонизацијом 1946. број деце која су у обавези да похађају школу се попео на 1490, од којих се школовало њих 1245. Нова школска зграда са десет учионица је изграђена 1963. године, док је 1969. саграђена фискултурна сала.